# 剑桥大学伊曼纽尔学院
剑桥大学以馬內利学院（英語：Emmanuel College, Cambridge）是剑桥大学的一个学院。该学院由伊丽莎白一世时期的财政大臣沃爾特·米爾德邁爵士于1584年创立。
自1998年起，以馬內利学院一直位列汤普金斯排行榜的前五名，其间五次荣登榜首（2003–07，2010），六次位居第二（2001, '02, '08, '09, '11, '12）。
作为剑桥大学的一所比较富有的学院，以馬內利学院拥有总额近一亿零五百万英磅的捐赠基金和一亿五千万英镑的净资产。

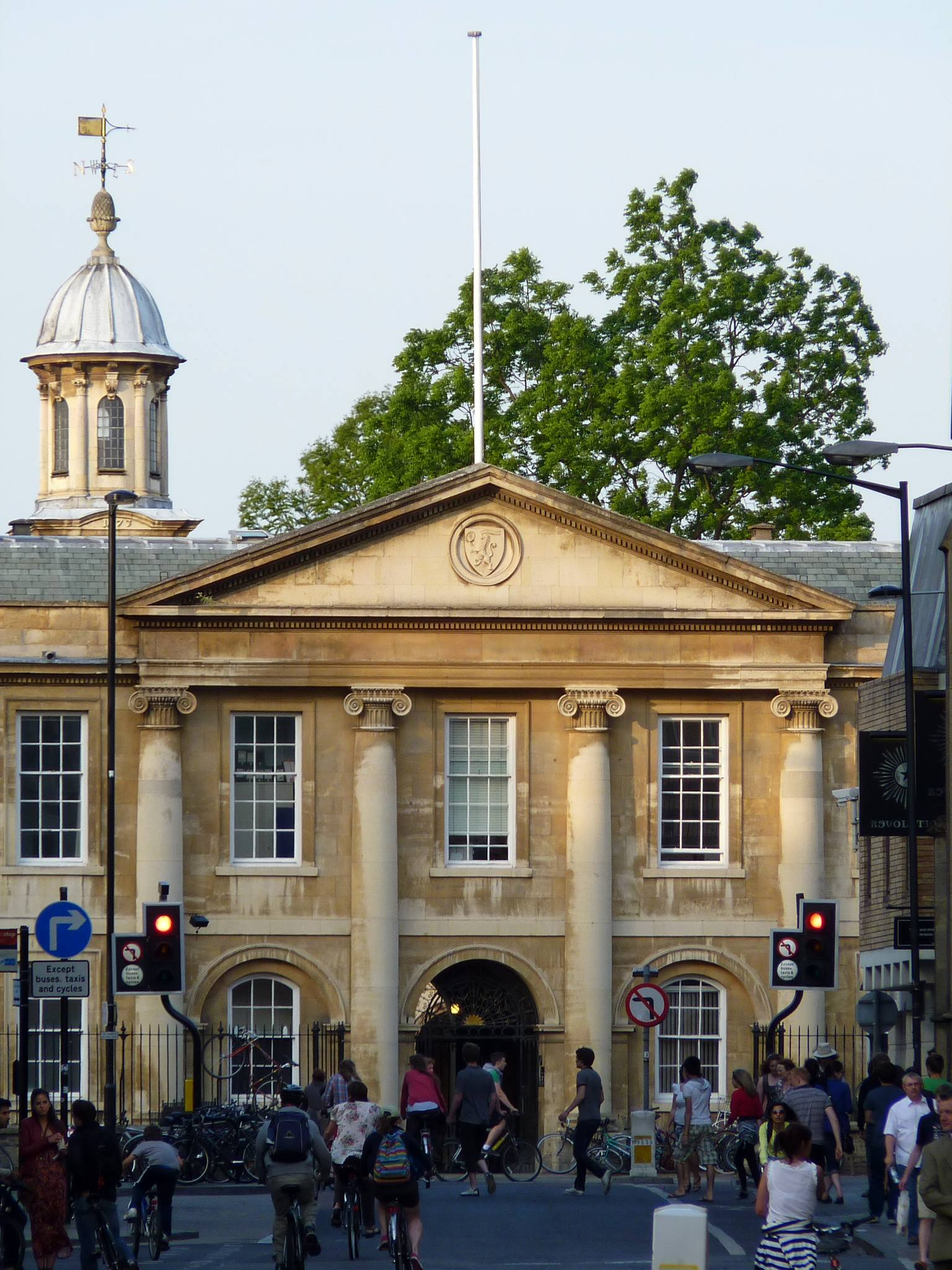
以馬內利学院正门